# Itálie na Zimních olympijských hrách 1988
Itálii na Zimních olympijských hrách 1988 reprezentovalo 58 sportovců, z toho 42 mužů a 16 žen ve 8 sportech.

## Medailisté
| Medaile | Jméno                                                         | Sport           | Disciplína              |
| ------- | ------------------------------------------------------------- | --------------- | ----------------------- |
| Zlato   | Alberto Tomba                                                 | Alpské lyžování | Muži obří slalom        |
| Zlato   | Alberto Tomba                                                 | Alpské lyžování | Muži slalom             |
| Stříbro | Maurilio De Zolt                                              | Běh na lyžích   | Muži 50 km volný styl   |
| Bronz   | Johann Passler                                                | Biatlon         | Muži 20 km              |
| Bronz   | Werner Kiem Gottlieb Taschler Johann Passler Andreas Zingerle | Biatlon         | Muži štafeta 4 x 7.5 km |